# Silique
Pour les articles homonymes, voir Silique (homonymie).
 (mai 2025).

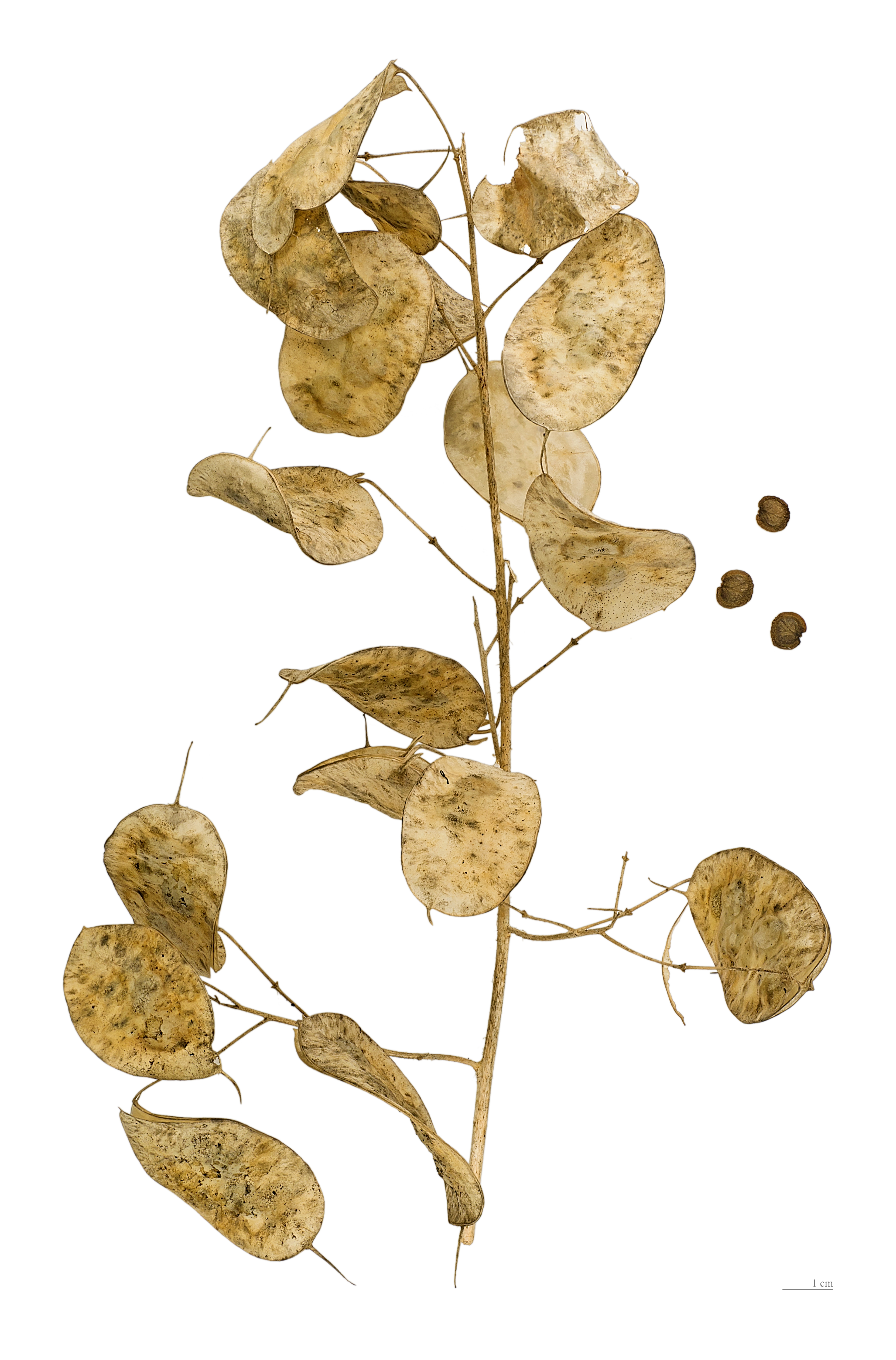
Siliques (silicules) de Lunaria annua Muséum de Toulouse

En botanique, la silique est un fruit sec déhiscent, plus précisément une capsule à déhiscence paraplacentaire.
Ce fruit dérive d'un ovaire uniloculaire, formé par la réunion de deux carpelles. Les graines sont fixées sur deux placentas pariétaux. Pendant la maturation du fruit, une fausse cloison reliant les deux placentas (appelée replum) se forme et sépare deux loges. Lors de la déhiscence, les parois externes se soulèvent du bas vers le haut suivant quatre fentes longitudinales, formant deux valves stériles et découvrant le septum et les graines qui en sont solidaires.
C'est le fruit caractéristique des plantes de la famille des crucifères (Brassicacées), telles que chou, radis, bourse à pasteur, moutarde, colza… et que l'on trouve aussi dans d'autres familles voisines : Papaveraceae (chélidoine, cœur-de-Marie), etc.
Les siliques ont généralement une forme allongée. Lorsqu'elles sont courtes (la limite communément admise est « moins de trois fois plus longues que larges »), on les appelle silicules (c'est le cas notamment de la lunaire ou monnaie du pape ou encore de l'alysson maritime). Certaines sont toutefois indéhiscentes, arrondies et un peu charnues : c'est le cas de certaines Brassicacées du littoral telles que les cochléaires et le crambe maritime.
Les siliques sont dites lomentacées lorsque les deux valves sont divisées dans la largeur en une série de petites loges ne contenant qu'une seule graine. Ces siliques se divisent à maturité en articles superposés. Les siliques lomentacées se rencontrent en particulier chez certaines Brassicaceae.
On appelle aussi parfois silique douce les fruits du caroubier et de l'arbre de Judée. En termes botaniques, il ne s'agit pas de véritables siliques, mais de gousses.

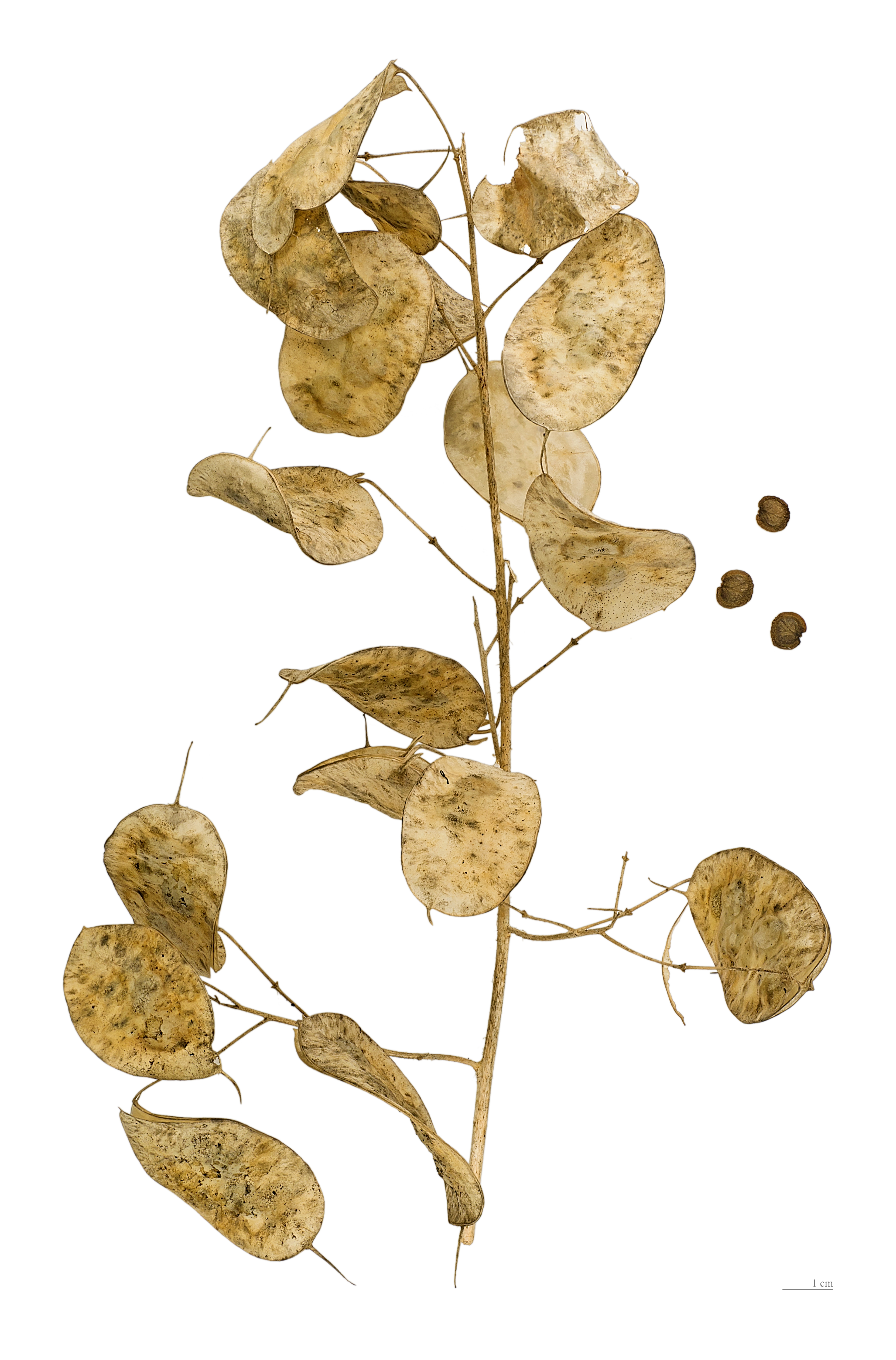
Silicules de Lunaria annua – MHNT
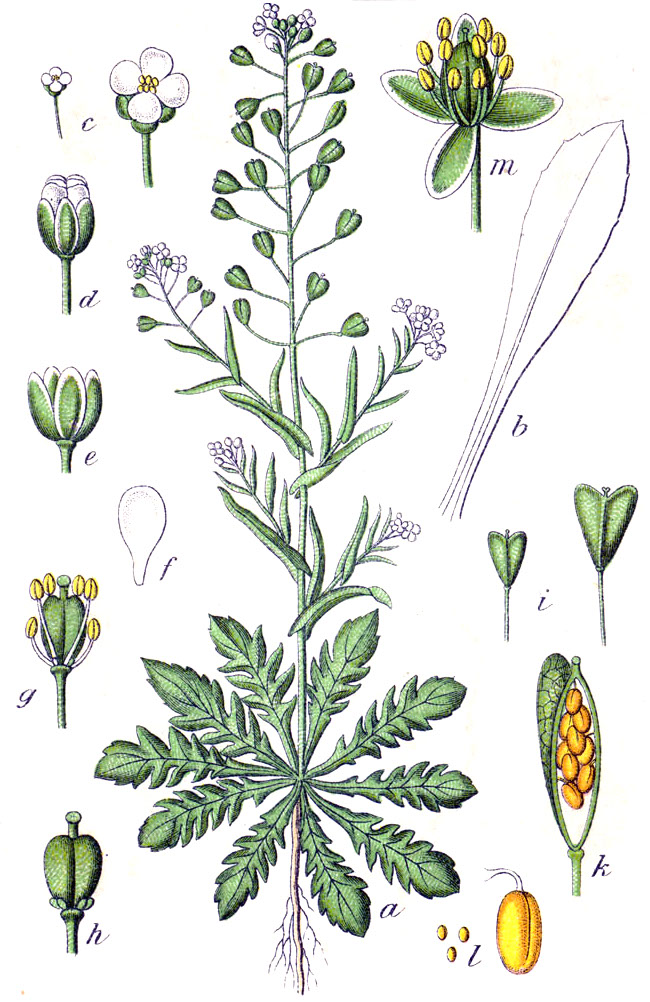
Capsella bursa-pastoris avec silicules
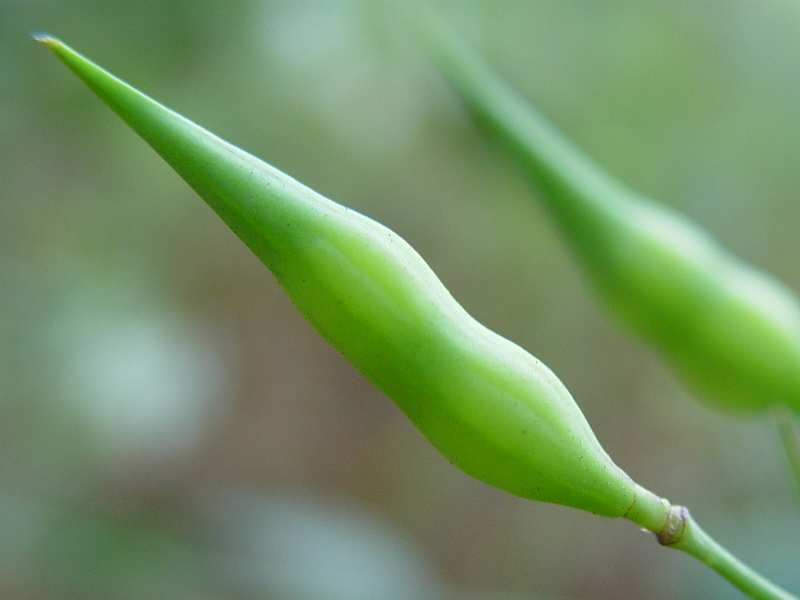
Siliques indéhiscentes de radis Raphanus sativus
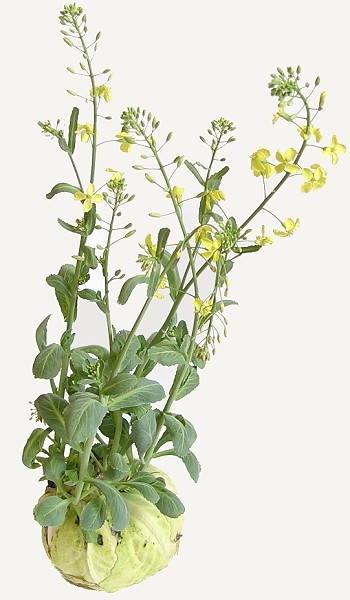
Fleurs et siliques de chou blanc monté en graine (Brassica oleracea var. capitata f. alba)